# Liste der Kulturgüter in La Baroche
Die Liste der Kulturgüter in La Baroche enthält alle Objekte in der Schweizer Gemeinde La Baroche im Kanton Jura, die gemäss der Haager Konvention zum Schutz von Kulturgut bei bewaffneten Konflikten, dem Bundesgesetz vom 20. Juni 2014 über den Schutz der Kulturgüter bei bewaffneten Konflikten sowie der Verordnung vom 29. Oktober 2014 über den Schutz der Kulturgüter bei bewaffneten Konflikten unter Schutz stehen.
Objekte der Kategorien A und B sind vollständig in der Liste enthalten, Objekte der Kategorie C fehlen zurzeit (Stand: 1. Januar 2023).

## Kulturgüter
| Foto |                                                                                       | Objekt | Kat. | Typ | Standort                                         | Beschreibung |
| ---- | ------------------------------------------------------------------------------------- | --- | ---- | --- | ------------------------------------------------ | ------------ |
| ja   | Datei hochladen · Wikidata zu Burgruine Asuel (Q4811846)                              | Asuel, Burgruine und abgegangene mittelalterliche Stadt / Asuel, ruines du château et ville abandonnée médiévale KGS-Nr.: 03453 | A    | F   | Asuel 582730 / 249812                            |              |
| BW   | Datei hochladen · Wikidata zu Le Chételat (Q29785451)                                 | Le Chételat KGS-Nr.: 03452 | B    | G   | Asuel 582225 / 249257                            |              |
| ja   | Datei hochladen · Wikidata zu Ehemaliges Priorat Miserez (Q29785444)                  | Ehemaliges Priorat Miserez / Ancien prieuré de Miserez KGS-Nr.: 03477                                                           | B    | G   | Charmoille, Miserez 127 581389 / 252601          |              |
| ja   | Datei hochladen · Wikidata zu Ehemaliges Schulhaus (Q29785445)                        | Ehemaliges Schulhaus / Ancienne école KGS-Nr.: 03478                                                                            | B    | G   | Charmoille, Route Principale 64 582560 / 252581  |              |
| ja   | Datei hochladen · Wikidata zu Kapelle Saint-Imier-et-Saint-Hubert (Q29785448)         | Kapelle Saint-Imier-et-Saint-Hubert / Chapelle Saint-Imier-et-Saint-Hubert KGS-Nr.: 03538                                       | B    | G   | Fregiécourt, Sur la Côte 54 581834 / 251232      |              |
| ja   | Datei hochladen · Wikidata zu Kirche Notre-Dame-de-l’Immaculée-Conception (Q29785449) | Kirche Notre-Dame-de-l’Immaculée-Conception / Église Notre-Dame-de-l’Immaculée-Conception KGS-Nr.: 03546                        | B    | G   | Miécourt, Rière l'Eglise 87 580225 / 252836      |              |
| ja   | Datei hochladen · Wikidata zu Schloss Pleujouse (Q2970241)                            | Schloss Pleujouse / Château de Pleujouse KGS-Nr.: 03563                                                                         | B    | G   | Pleujouse, Le Château 18 582861 / 251230         |              |
| ja   | Datei hochladen · Wikidata zu Bauernhaus Nr. 101 (Q29521856)                          | Bauernhaus No. 101 / Ferme No. 101 KGS-Nr.: 10077                                                                               | B    | G   | Miécourt, Allée des Tilleuls 101 580113 / 252941 |              |